# Aspelund
Aspelund är ett industriområde öster om Skövde, inom Skövde kommun. I området ligger bland annat ByggMax, Jem & Fix och Lichron Teknikgymnasium.
Området Stadskvarn-Aspelund var tidigare uppodlad jordbruksmark, och på 1940-talet byggdes Skövde kontrollslakteri och ett avloppsreningsverk. Skövde flygplats var tidigare lokaliserad till området fram tills den nya flygplatsen vid Knistad byggdes kring 1990. Delar av den gamla landningsbanan i Aspelund omvandlades till industrimark.